# Rosička útlá
Rosička útlá (Digitaria exilis) je druh rosičky, který je pěstovaný v západní Africe jako obilovina a pícní rostlina. Ze zrn se mele mouka a připravuje pivo.